# Gushikawa
Gushikawa (具志川市; -shi) foi uma cidade japonesa localizada na província de Okinawa, de 1 de Julho de 1968 a 1 de Abril de 2005.
Em 2003, a cidade tinha uma população estimada em 62 814 habitantes e uma densidade populacional de 1 963,55 h/km². Tem uma área total de 31,99 km².
A 1 de Abril de 2005, Gushikawa, Ishikawa-shi, Katsuren-chō e Yonashiro-chō fundiram-se para formar a cidade de Uruma.